# Green Oaks (Illinois)
Green Oaks est un village du comté de Lake dans l'Illinois, aux États-Unis,. Situé au sud-est du comté, il est  incorporé le 20 avril 1960.

## Démographie
Lors du recensement de 2010, le village comptait une population de 3 866 habitants. Elle est estimée, en 2016, à 3 862 habitants.

## Source de la traduction
- (en) Cet article est partiellement ou en totalité issu de l’article de Wikipédia en anglais intitulé « Green Oaks, Illinois » (voir la liste des auteurs).